# 桂山發電廠烏來機組
桂山發電廠烏來機組，為一座位於臺灣新北市烏來區的南勢溪及其支流桶後溪匯流口附近的水力發電廠，廠區鄰近烏來風景區。烏來機組興建於台灣日治時期的1942年，並由國民政府接續完成，目前由台灣電力公司桂山發電廠管理，最早稱為烏來發電廠，後台電成立桂山發電廠，並將烏來發電廠納入旗下管理後，該發電廠全名改名為台灣電力股份有限公司桂山發電廠烏來機組。

## 沿革

### 日治時期
日本政府於1942年（昭和十七年）開工興建烏來水力發電所，是繼龜山發電所、小粗坑水力發電所、新龜山發電所之後，日本殖民政府利用新店溪上游水力發電的一連串重要的現代化基礎工程，係採取川流式發電。1945年幾近完成之際，採購的機組在船運途中遭美軍擊沈，接著日本政府宣布投降，發電工程因而停止。

### 省政府時期
戰後臺灣電力公司接管烏來發電廠，接續未完成的發電工程。第一台發電機組於1949年（民國三十八年）開始運轉，後經改變設計，除了在廠房加建防洪建築，改造尾水道外，並鑿低龜山攔河壩，改設活動閘門，排洪排砂，降低河床之淤積。第二台發電機組於1954年正式併聯系統供電，為戰後第一座自力興建之發電廠。1963年（民國52年）台電公司分別在羅好壩及阿玉壩之堰頂上加裝弧形閘門，烏來發電廠遂改為調整池式發電。
1975年（民國64年）台電公司為了精簡組織，強化管理，將烏來發電廠改為無人電廠，與新龜山發電廠及小粗坑發電廠（俗稱「小烏龜」）等三座原本各自分立的發電廠一併由桂山發電廠遙控運轉，並改名為「桂山發電廠烏來分廠」。

### 現今
2011年12月6日，烏來發電廠與粗坑發電廠、桂山發電廠一併列為「新北市歷史建築」。
2015年8月8日，蘇迪勒颱風侵襲，瞬間暴雨造成烏來山區洪水灌入廠區，導致廠區淹水，淹水高度近一公尺達變壓器配電線，造成變壓器下方配電線短路引發電弧，變壓器因而燒毀。

## 設施
烏來發電廠之發電用水來自於新店溪的支流南勢溪上游及南勢溪之支流桶後溪，其中南勢溪的水源係由烏來區信賢村的羅好壩（又稱為拉號壩或信賢堰堤）攔截，將溪水引進4.8公里長的頭水隧道，而桶後溪的溪水則由位於烏來區孝義村的阿玉壩攔截後，透過3.61公里的引水路，與羅好壩所引的南勢溪水一同匯流至烏來發電廠前池發電。烏來發電廠的外觀有如一艘行駛於大洋中的軍艦，廠內裝罝有兩部由德國AEG製造之豎軸法蘭西斯式FSS-V型水輪機（Francis turbine），並搭配兩部日本東芝製造之TAF-VCT型發電機，每部出力12,500 KVA，合計裝置容量二萬二千五百瓩（22.5MW），年發電廠目標約一億三仟萬度。發電後的尾水，則排入南勢溪供下游利用。

### 機組
| 名稱   | 發電機型號              | 水輪機型號                           | 機組數量 | 發電方式 | 有效落差（公尺） | 單一機組用水量（CMS） | 容量（MW） | 位置         | 商轉日期       | 狀態   |
| ------ | ----------------------- | ------------------------------------ | -------- | -------- | ---------------- | --------------------- | ---------- | ------------ | -------------- | ------ |
| 一號機 | 日本東芝TAF-VCT型發電機 | 德国AEG製豎軸法蘭西斯式FSS-V型水輪機 | 1        | 調整池式 | 90公尺           | 14.4CMS               | 11.5MW     | 新北市烏來區 | 1950年12月23日 | 商轉中 |
| 二號機 | 日本東芝TAF-VCT型發電機 | 德国AEG製豎軸法蘭西斯式FSS-V型水輪機 | 1        | 調整池式 | 90公尺           | 14.4CMS               | 11.5MW     | 新北市烏來區 | 1954年6月      | 商轉中 |

### 管理
- 電廠名稱：桂山發電廠烏來機組
- 管理單位：臺灣電力公司桂山發電廠
- 廠內編制：無（遠端遙控）

### 設施
- 廠房類型：半地下式
- 取水來源：南勢溪、桶後溪（阿玉壩、羅好壩）
- 壓力鋼管：兩條

## 圖集

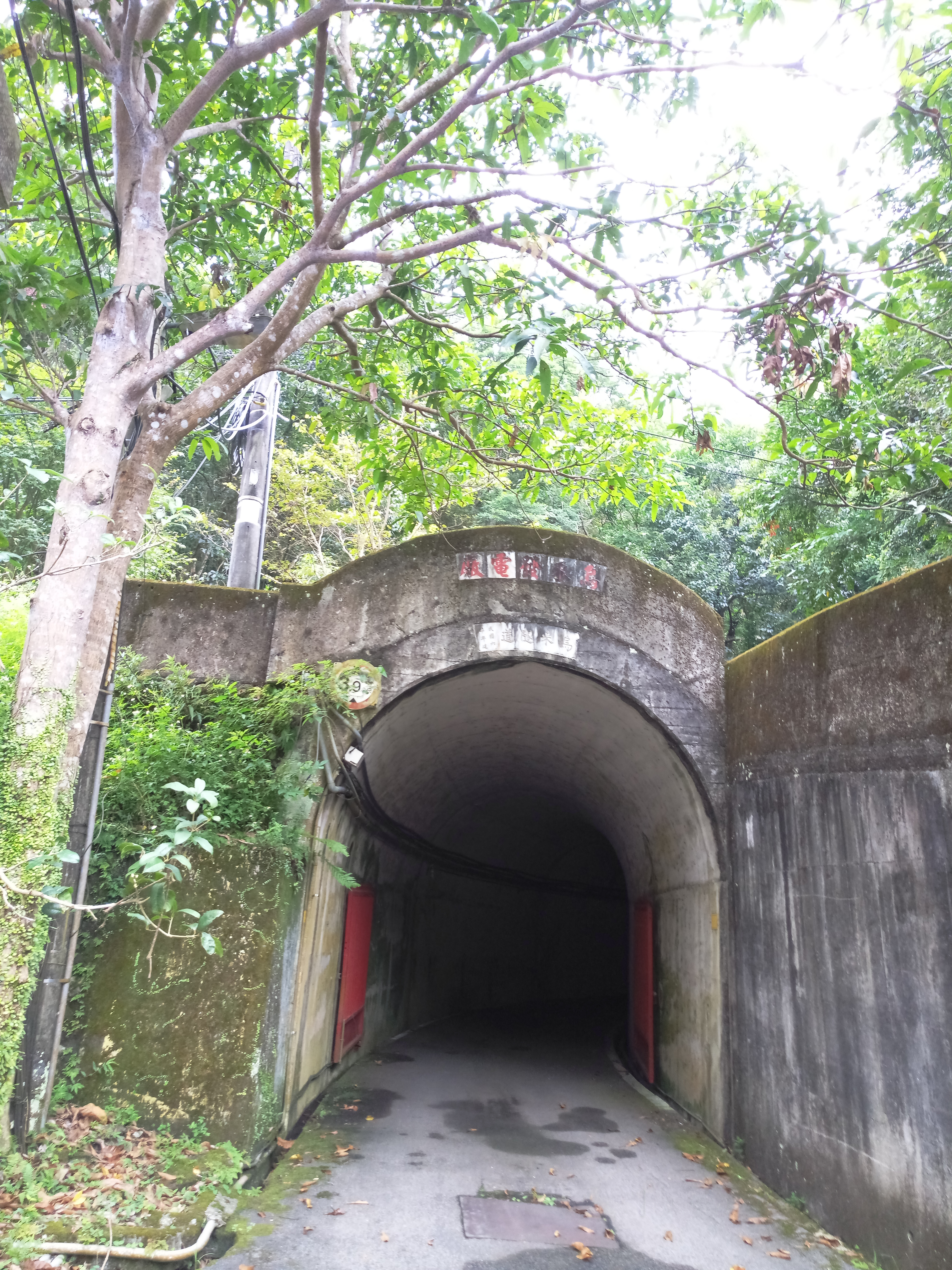
烏來發電廠廠房通達隧道，雖烏來發電廠於南勢溪河岸邊，但入廠通道於山的另一側，須經由隧道才能抵達。
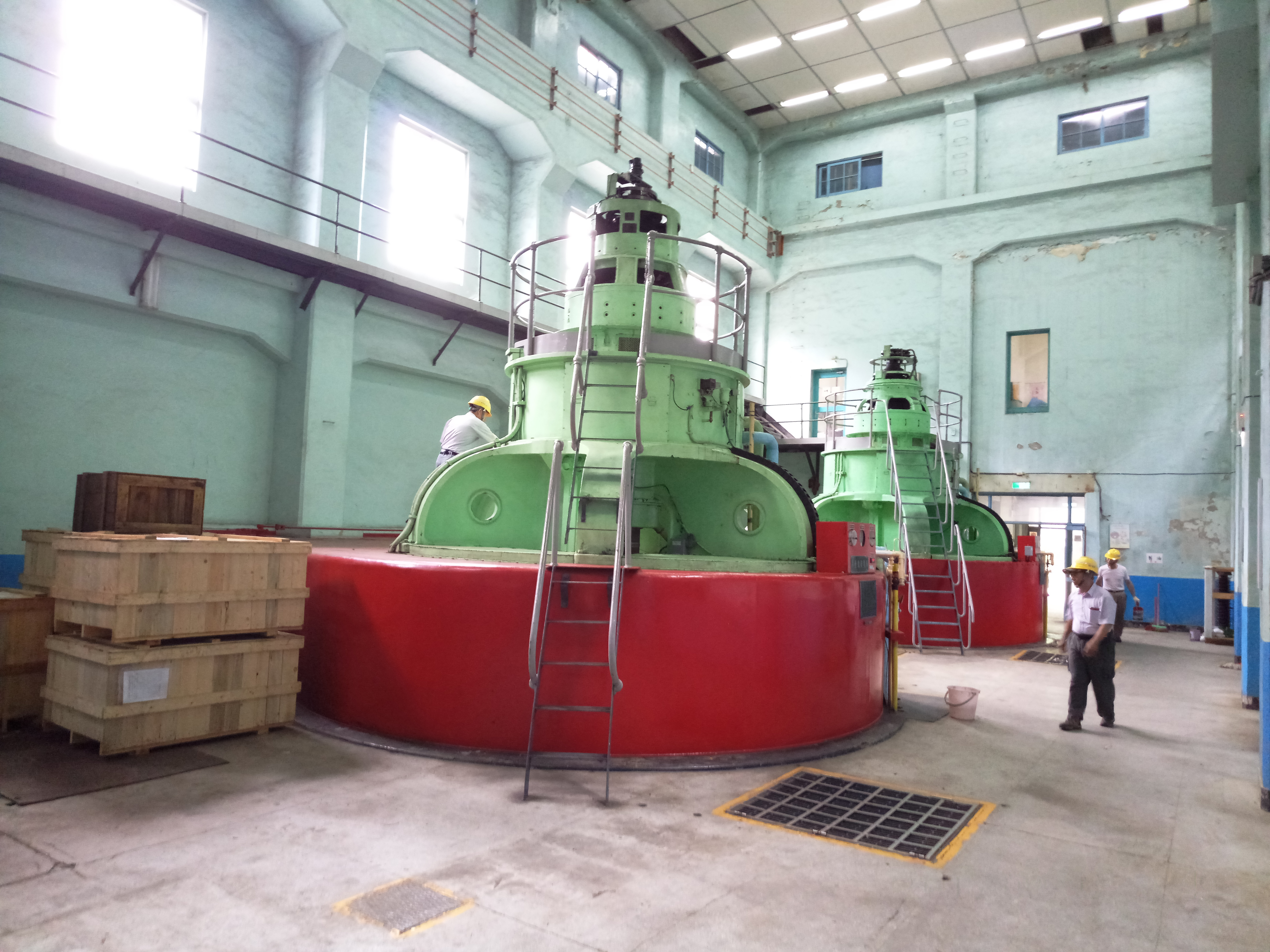
烏來發電廠廠房內的兩部豎軸法蘭西斯式水輪發電機組，前方為一號機，後方為二號機。
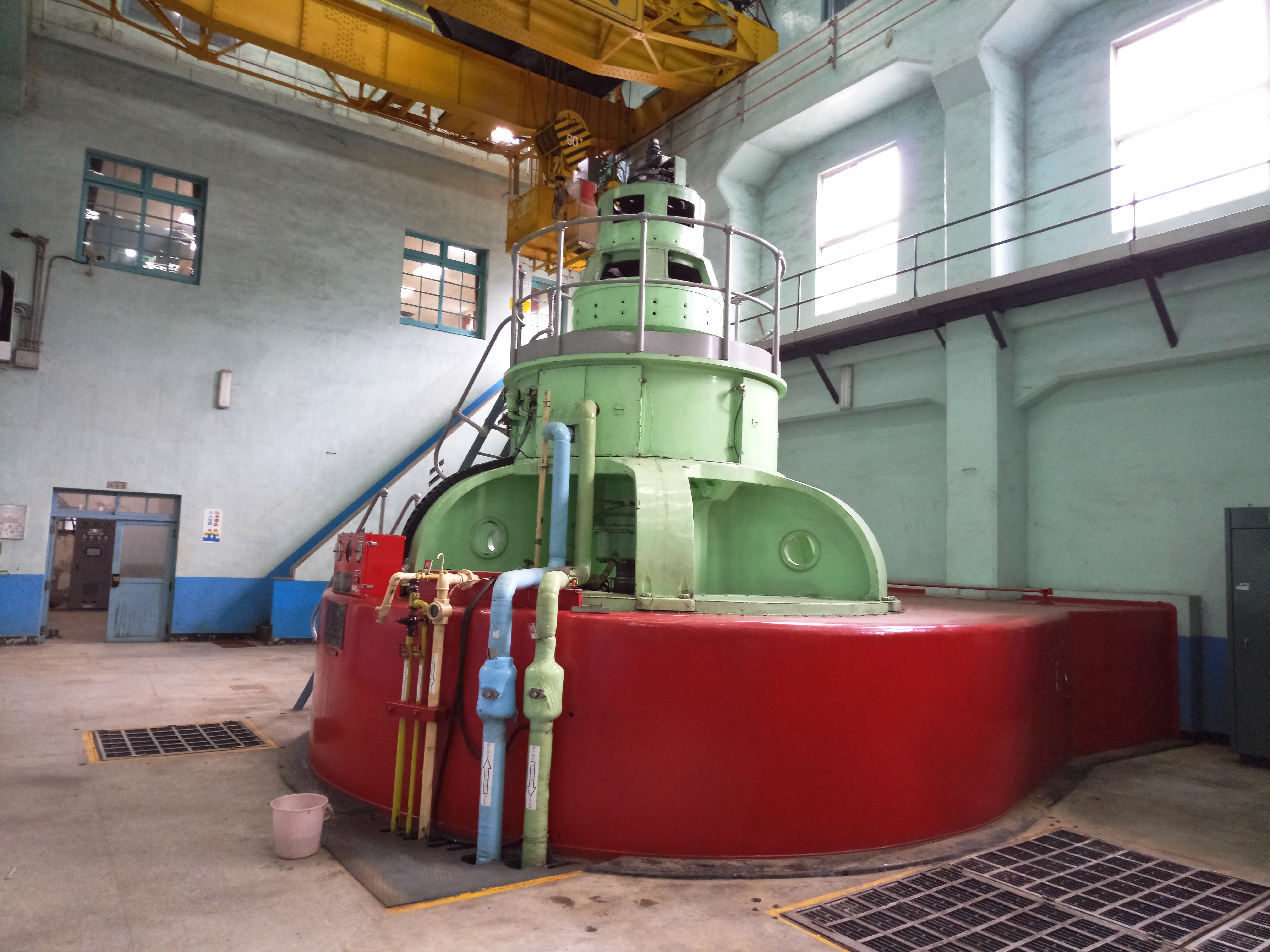
烏來發電廠一號發電機組
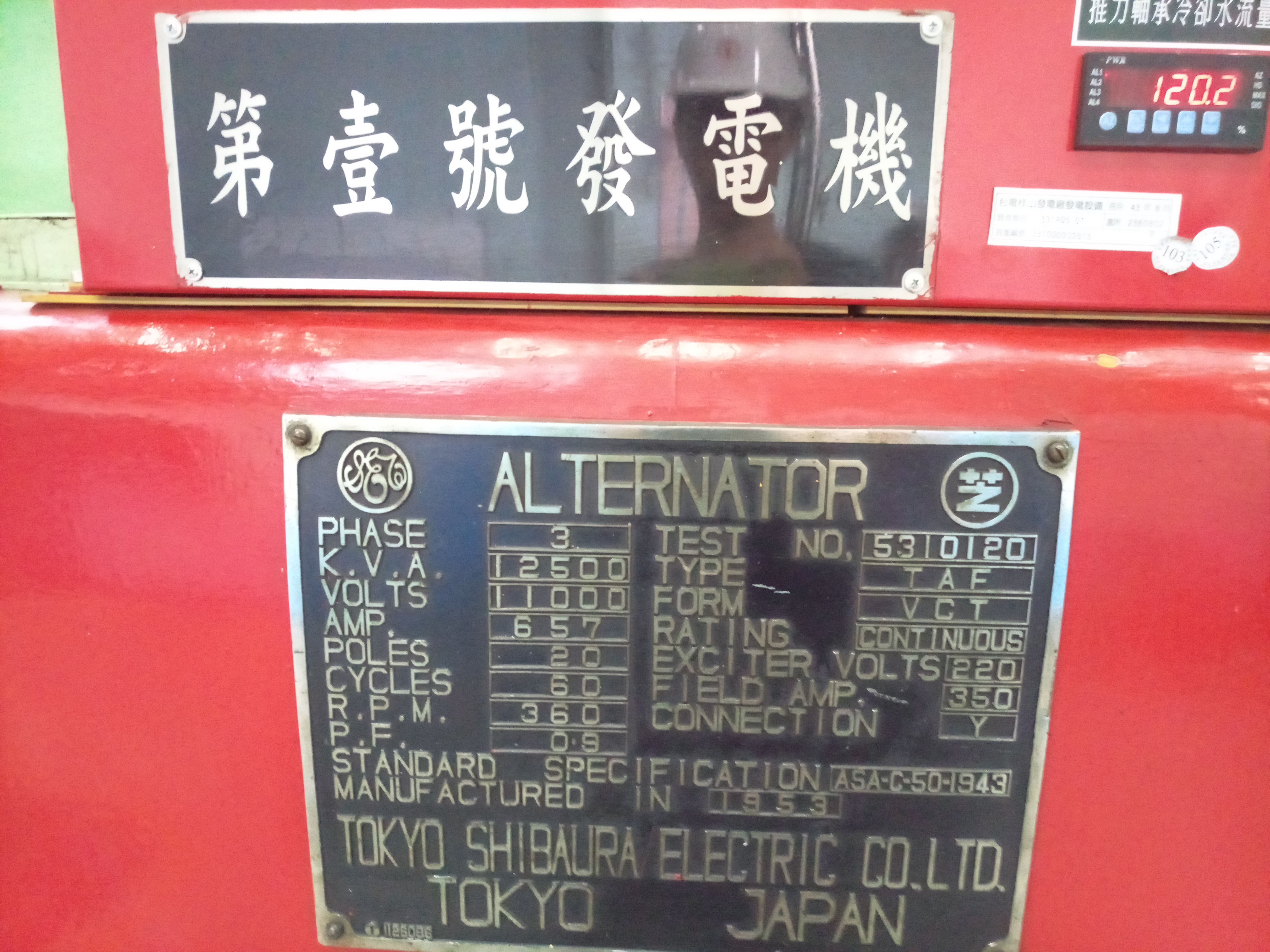
烏來發電廠一號發電機組銘板
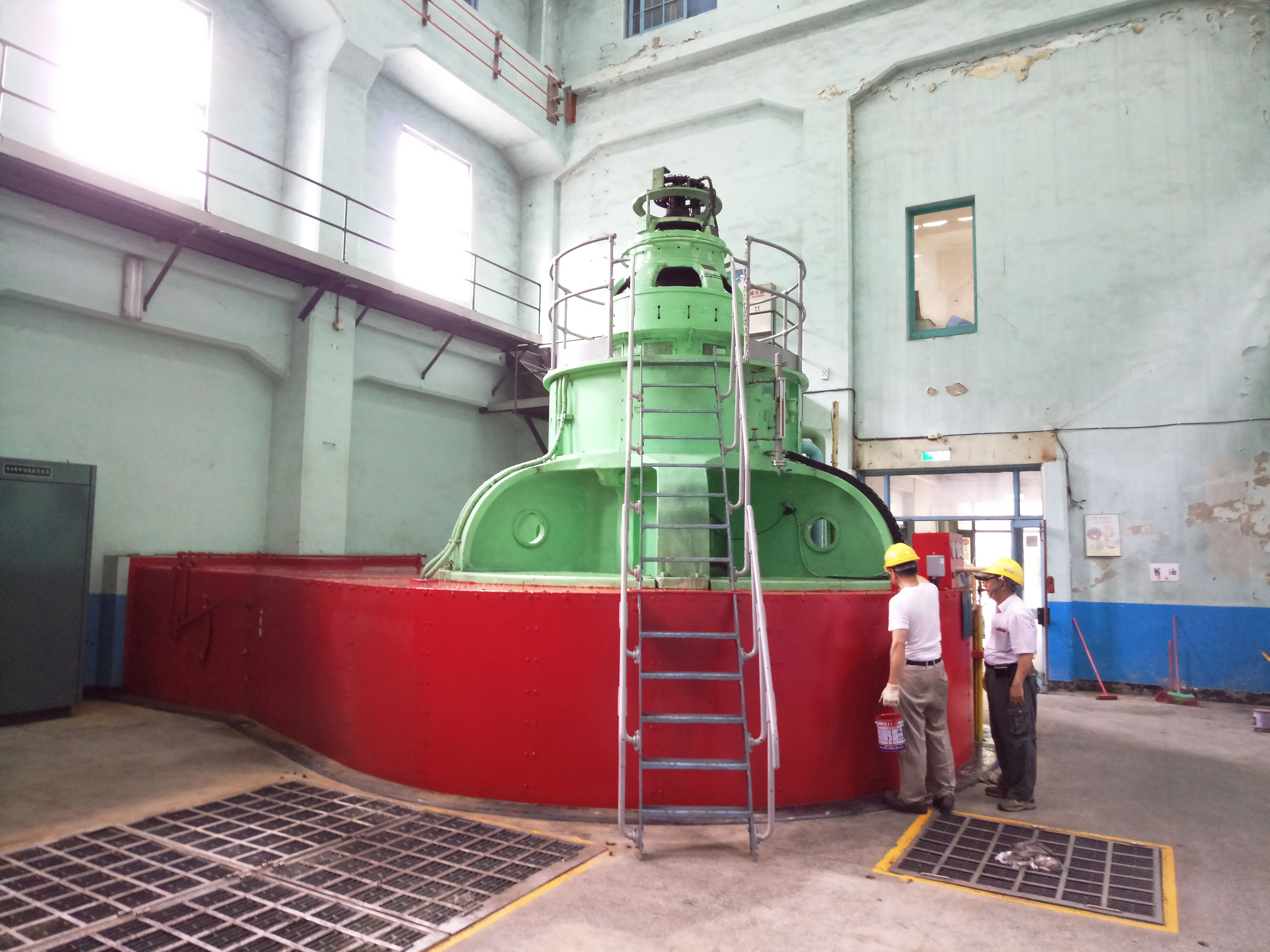
烏來發電廠二號發電機組
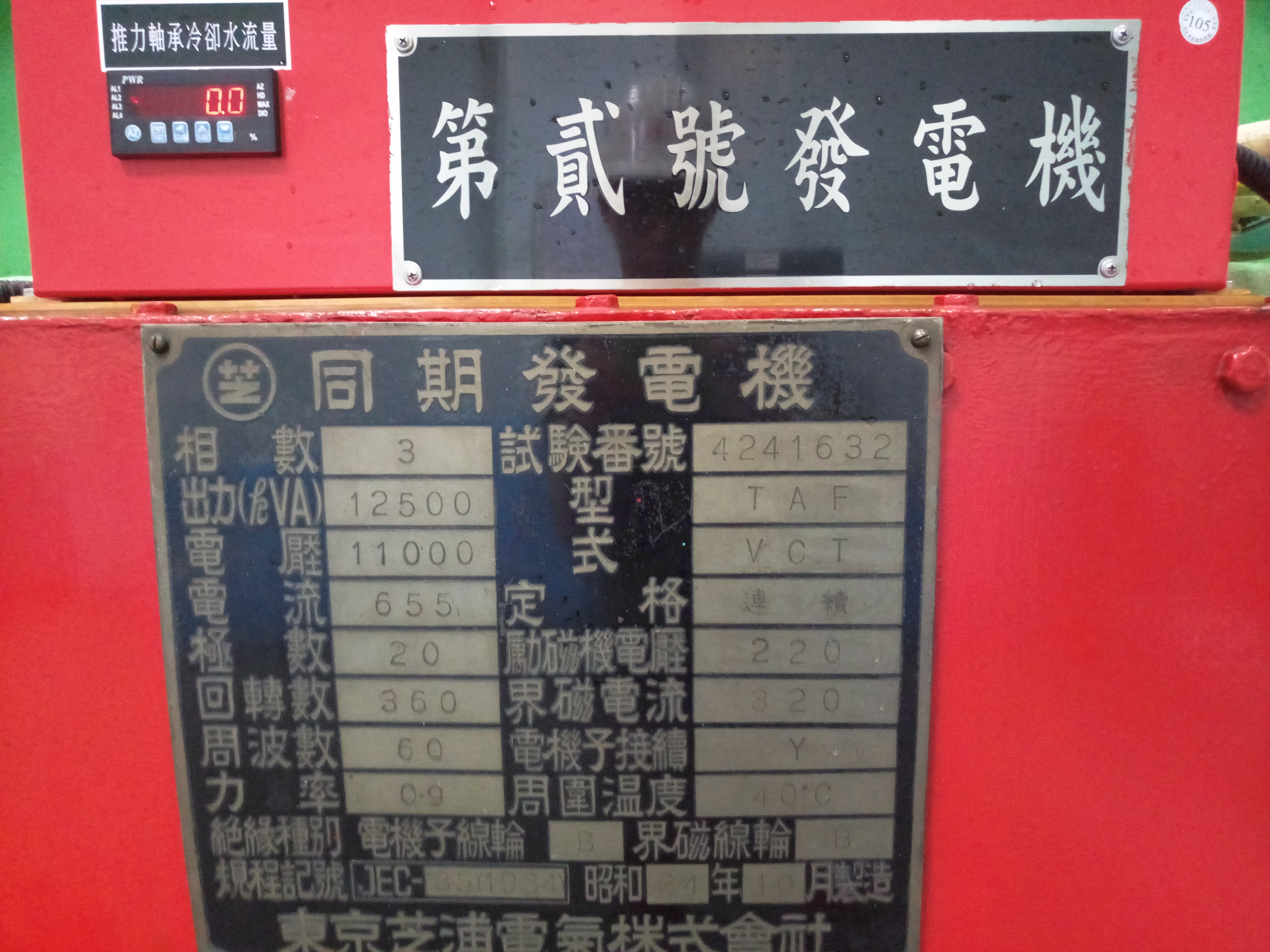
烏來發電廠二號發電機組銘板
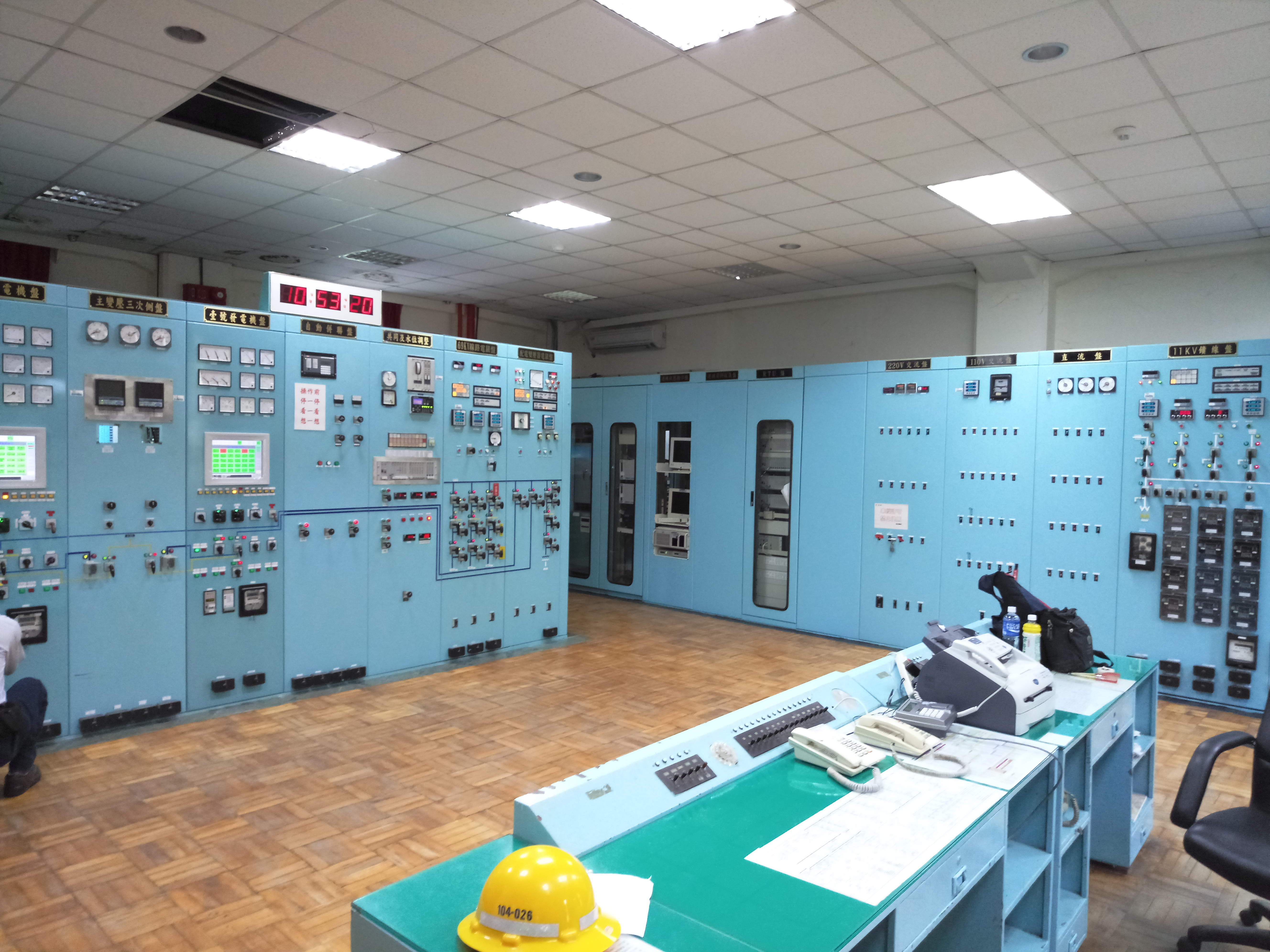
烏來發電廠控制室，目前該控制室已無人員駐留，由下游之桂山發電廠桂山機組控制室遠端遙控。
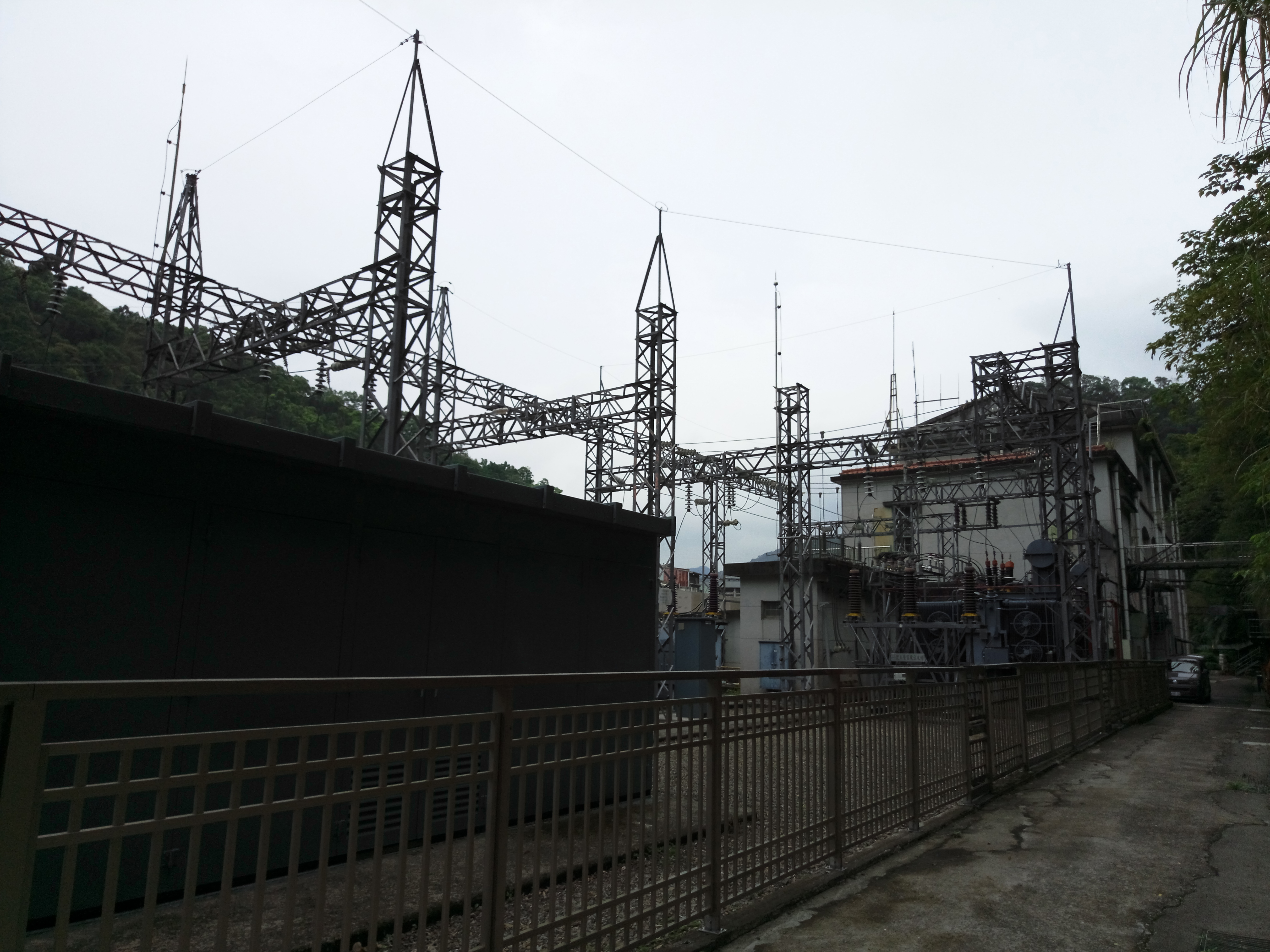
烏來發電廠開關場，其所發出之電力經開關場升壓至69KV後進入供電網路中。

## 外部連結
- 桂山發電廠簡介 - 台灣電力公司 （页面存档备份，存于）（繁體中文）